# Arslankaya
Koordinaten: 39° 6′ 19,8″ N, 30° 25′ 46,5″ O
Arslankaya (türkisch „Löwenstein“, auch Aslankaya) ist ein phrygisches Monument, beim Dorf Döğer im Landkreis İhsaniye der türkischen Provinz Afyonkarahisar, etwa 40 Kilometer nördlich von Afyon in der Zentraltürkei.

## Geschichte
Das Monument Arslankaya wurde im 7. oder 6. Jahrhundert v. Chr. von den Phrygern erbaut. Die erste Beschreibung des Monuments lieferte William Mitchell Ramsay in den Achtzigerjahren des 19. Jahrhunderts.
Im späten 19. Jahrhundert schlug der Archäologe Alfred Körte vor, dass die Inschrift auf dem Hauptbalken die Buchstaben μ.τματεραν enthält, obwohl er zugab, dass diese Lesart aufgrund von Abnutzung unsicher ist. Diese Interpretation wurde zur Grundlage für spätere Arbeiten, an denen Paul Kretschmer und in jüngerer Zeit Claude Brixhe und Michel Lejeune beteiligt waren, die in den 1980er Jahren eine Interpretation veröffentlichten. Nach einer Studie von Mark Munn wurde als Teil der Inschrift der Name „Materan“ bestätigt.

## Beschreibung
Die Vorderseite des freistehenden Tuffstein-Monoliths wird bis in 10 m Höhe von einer Kultfassade mit Giebel eingenommen, ähnlich dem fälschlich als Midas-Grab bezeichneten Monument in Midasstadt. Die Fassade ist mit einem geometrischen Reliefmuster bedeckt, im Zentrum befindet sich eine Nische mit einem Kultbild der Kybele, flankiert von zwei Löwen. Die Innenseiten der Nische stellen zwei geöffnete Türflügel dar, sodass der Eindruck eines Blicks in ein Gebäude entsteht. Im Giebel sind zwei Sphingenreliefs. Als das Monument entdeckt wurde, war auf dem Hauptbalken eine altphrygische Inschrift zu sehen. An den Seiten sieht man zwei stehende Löwen, die sich bis in Giebelhöhe hochrecken. Abgesehen von Verwitterung und Erosion ist das Denkmal auch durch Plünderungen und Überfälle stark beschädigt.

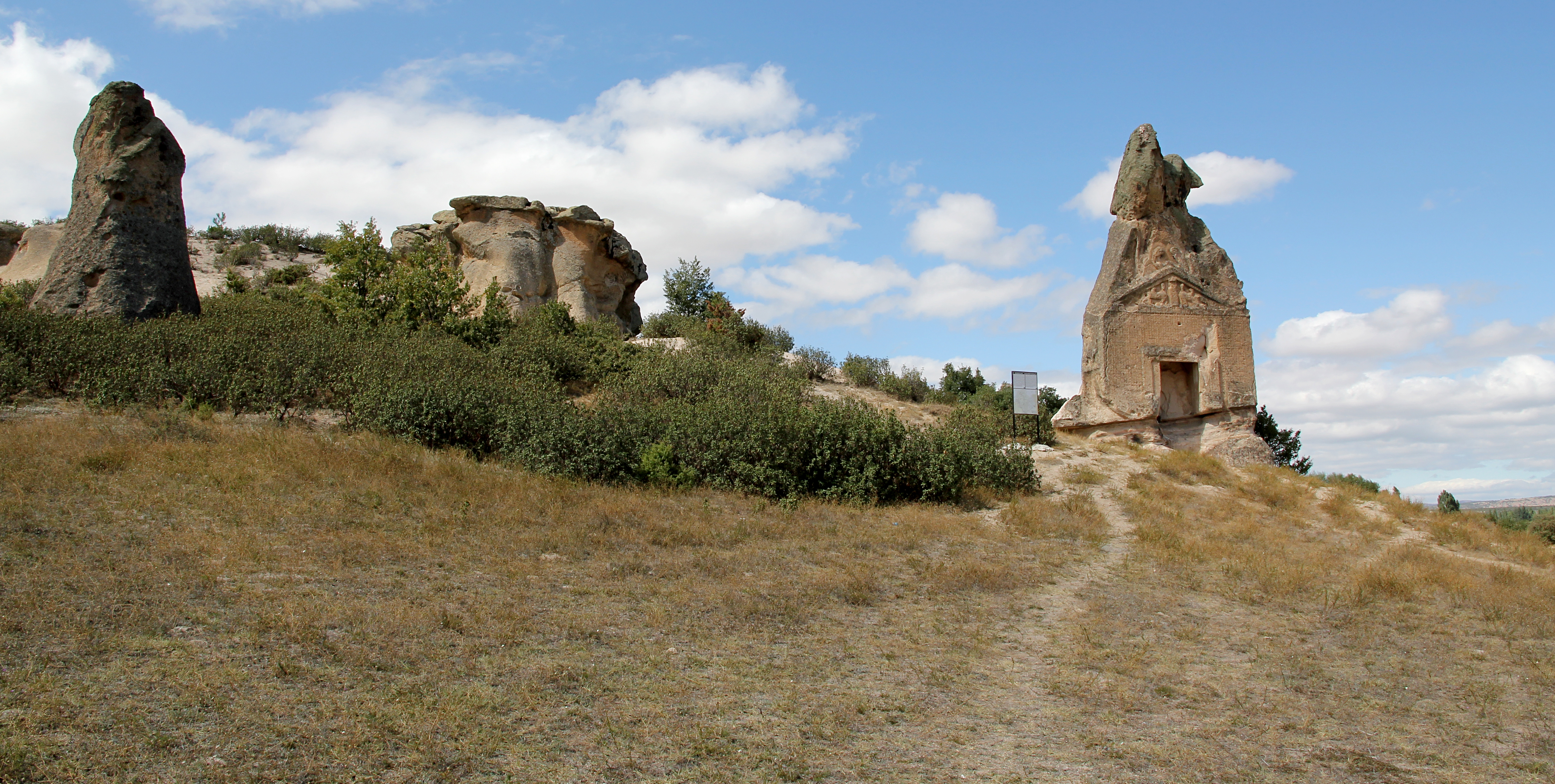
Arslankaya
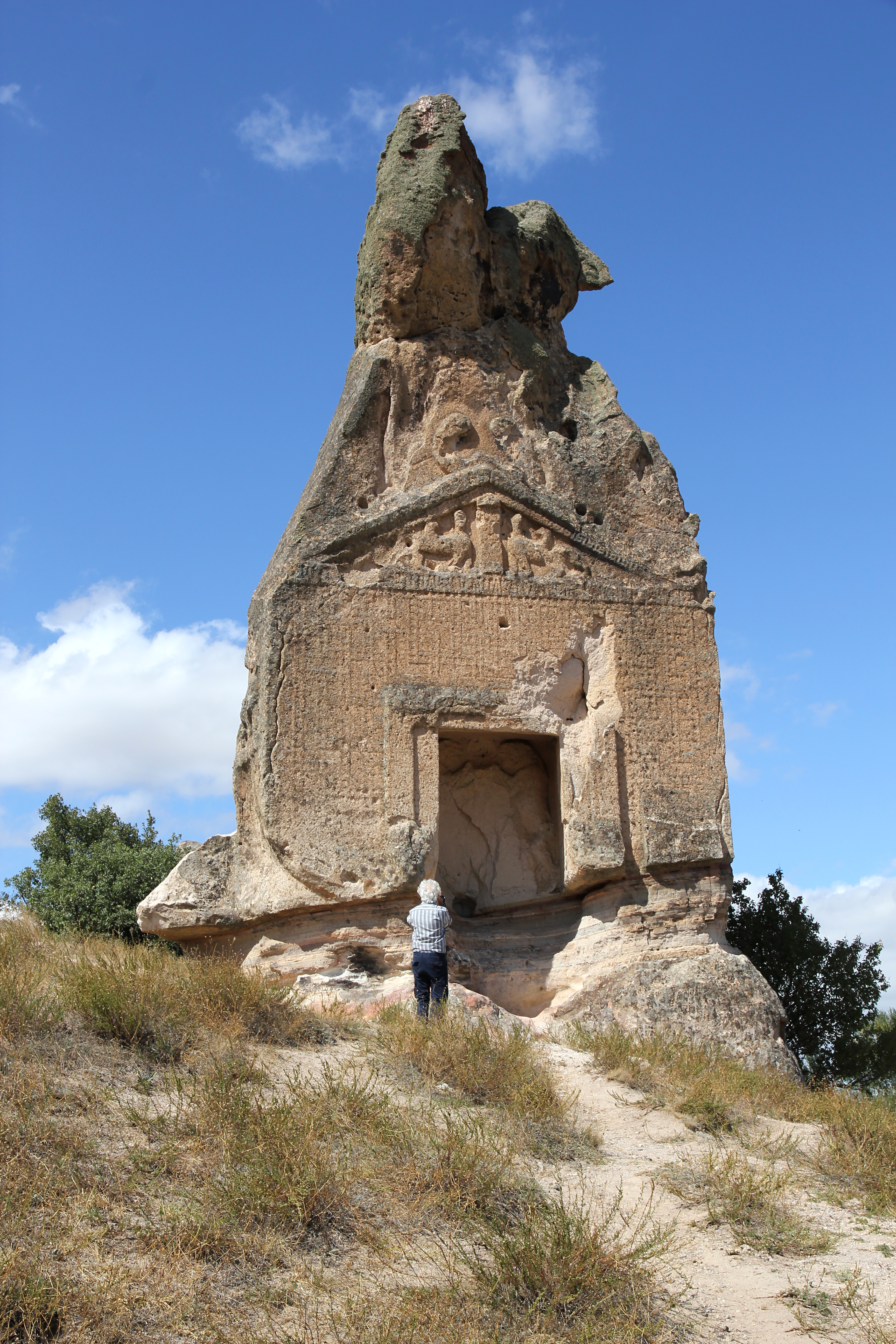
Frontseite
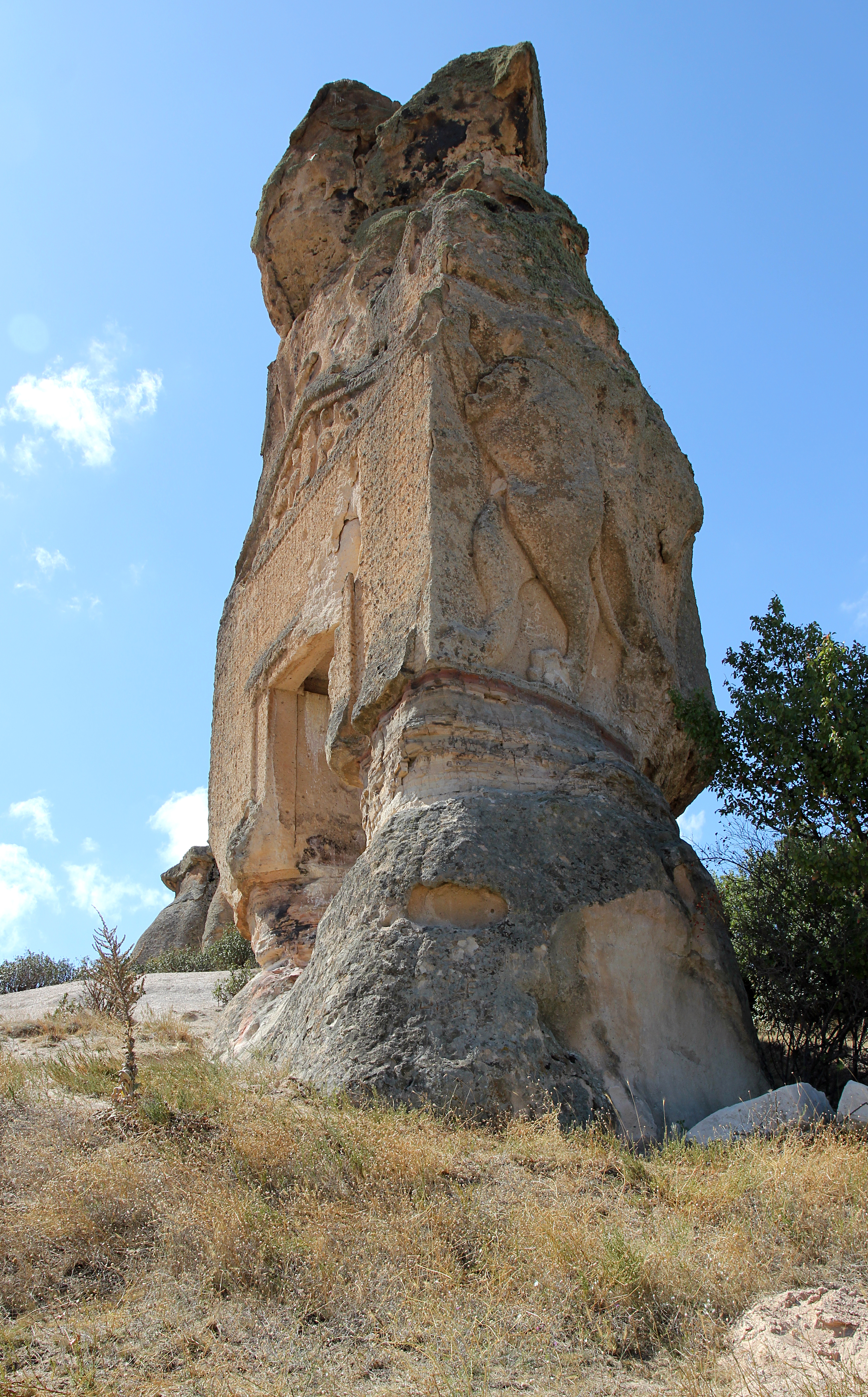
Seitenansicht
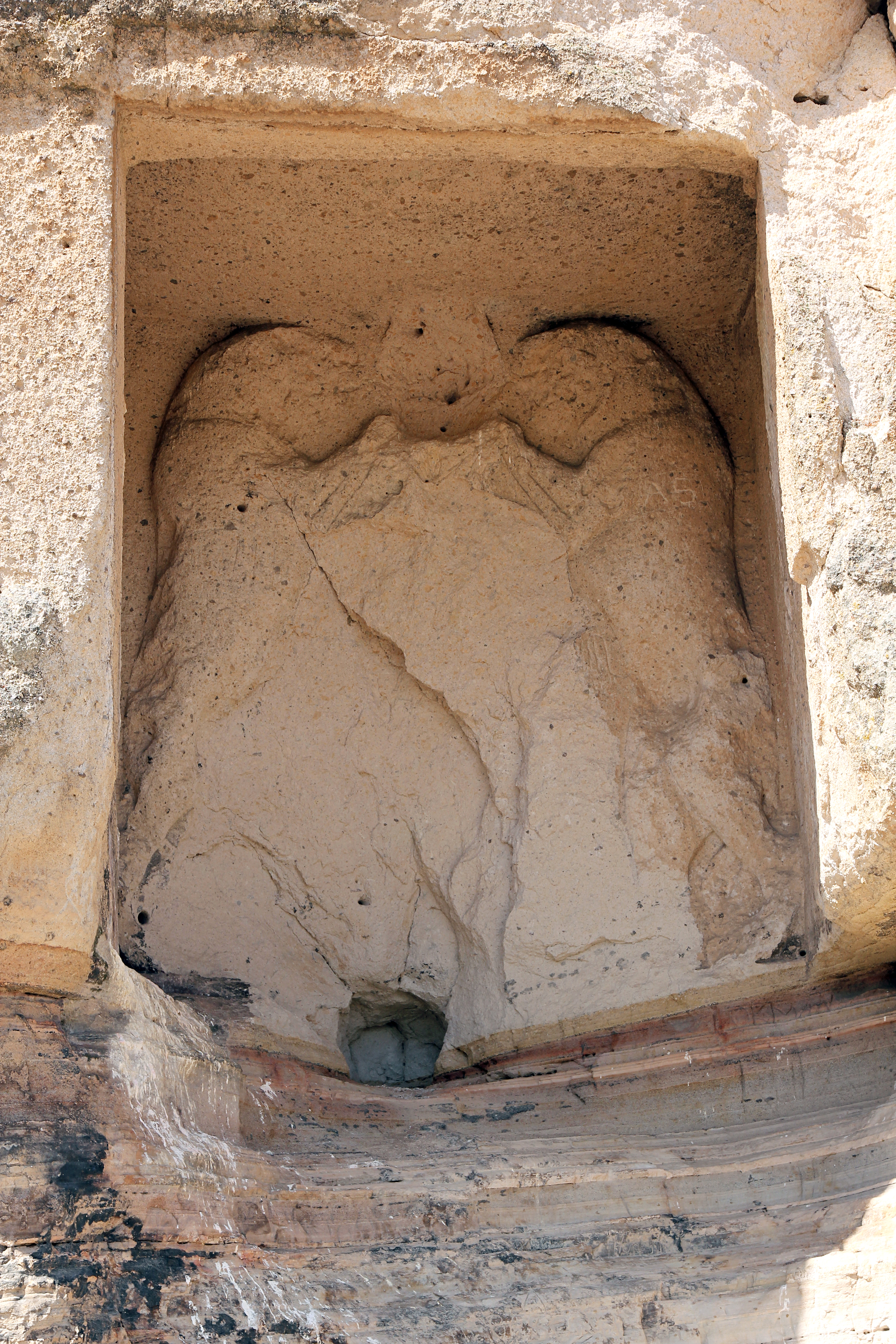
Nische